# Barcelos (Amazonas)
Pour les articles homonymes, voir Barcelos (homonymie).
Barcelos est une municipalité brésilienne de l'État d'Amazonas .